# Mwanza
Mwanza ist die zweitgrößte Stadt in Tansania. Sie ist Hauptstadt der Region Mwanza und zweitgrößte Stadt (nach Kampala und vor Kisumu) im Viktoriaseebecken. Sie liegt am Südufer des Victoriasees. Die Stadt ist administrativ in zwei Stadtbezirke, innerhalb der Region Mwanza, unterteilt – Ilemela und Nyamagana.

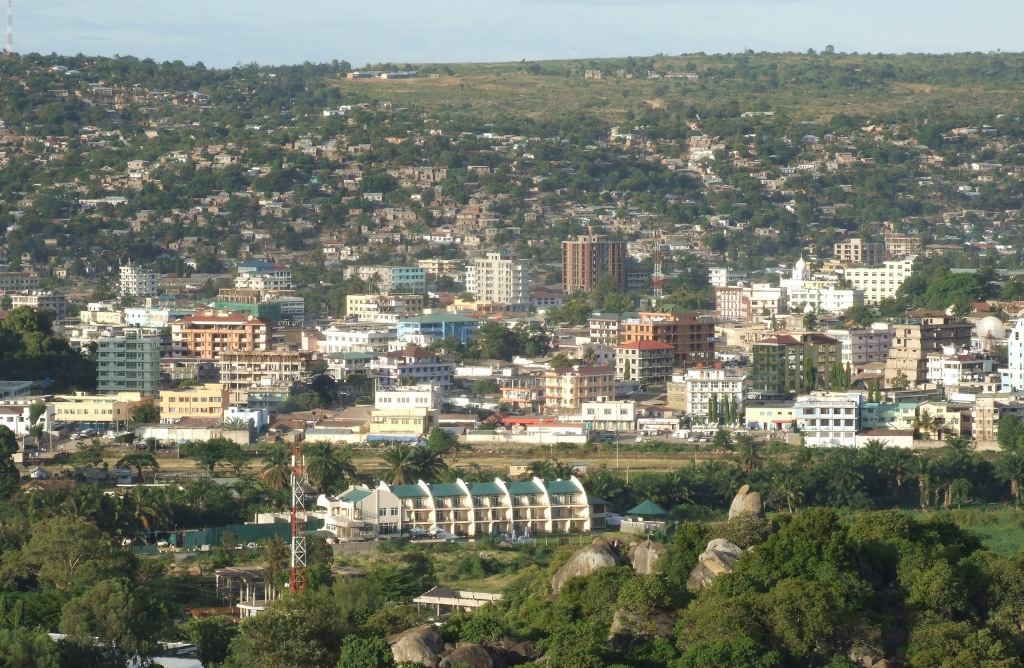
Blick auf Mwanza vom Capri Point.

## Geografie

### Lage
Mwanza liegt am Südufer des Victoriasees auf einer Seehöhe von 1144 Metern. Die Stadt hat über 1.100.000 Einwohner (Stand 2022) und ist das wirtschaftliche Zentrum der Seenregion. Sie ist umgeben von Hügeln und riesigen Felsblöcken.

### Gliederung
Die Stadt besteht aus einer Division mit Namen Nyamagana und aus 18 Gemeinden (Wards).

### Klima
In Mwanza herrscht tropisches Savannenklima, es regnet rund 1000 Millimeter im Jahr. Die Durchschnittstemperatur schwankt von unter 18 Grad Celsius in der kühlen Jahreszeit bis zu 30 °C.
|                       | Jan    | Feb    | Mär    | Apr    | Mai   | Jun   | Jul   | Aug   | Sep   | Okt   | Nov    | Dez    |   |          |
| Mittl. Tagesmax. (°C) | 27,6   | 27,9   | 28,5   | 27,8   | 28,1  | 28,4  | 28,3  | 28,7  | 29,0  | 28,5  | 27,5   | 27,3   | ⌀ | 28,1     |
| Mittl. Tagesmin. (°C) | 17,7   | 17,8   | 18,0   | 18,2   | 17,7  | 16,2  | 15,4  | 16,4  | 17,3  | 18,1  | 18,1   | 17,9   | ⌀ | 17,4     |
|                       |        |        |        |        |       |       |       |       |       |       |        |        |   |          |
| Niederschlag (mm)     | 103,69 | 108,04 | 139,82 | 168,19 | 72,86 | 21,12 | 11,88 | 20,55 | 22,87 | 85,64 | 157,15 | 138,92 | Σ | 1.050,73 |
|                       |        |        |        |        |       |       |       |       |       |       |        |        |   |          |
| Sonnenstunden (h/d)   | 7,4    | 7,5    | 7,6    | 7,7    | 8,2   | 9,4   | 9,2   | 8,6   | 8,4   | 7,8   | 7,0    | 7,2    | ⌀ | 8        |
|                       |        |        |        |        |       |       |       |       |       |       |        |        |   |          |
| Regentage (d)         | 10     | 8      | 11     | 14     | 8     | 2     | 1     | 2     | 3     | 8     | 13     | 12     | Σ | 92       |
|                       |        |        |        |        |       |       |       |       |       |       |        |        |   |          |
| Luftfeuchtigkeit (%)  | 71     | 71     | 69     | 74     | 70    | 66    | 58    | 58    | 59    | 61    | 71     | 73     | ⌀ | 66,7     |

| 17,7 |

| 17,8 |

| 18,0 |

| 18,2 |

| 17,7 |

| 16,2 |

| 15,4 |

| 16,4 |

| 17,3 |

| 18,1 |

| 18,1 |

| 17,9 |

| 17,7 |

| 17,8 |

| 18,0 |

| 18,2 |

| 17,7 |

| 16,2 |

| 15,4 |

| 16,4 |

| 17,3 |

| 18,1 |

| 18,1 |

| 17,9 |

## Geschichte

Panorama vom Mwanza zur deutschen Kolonialzeit, vor 1910.

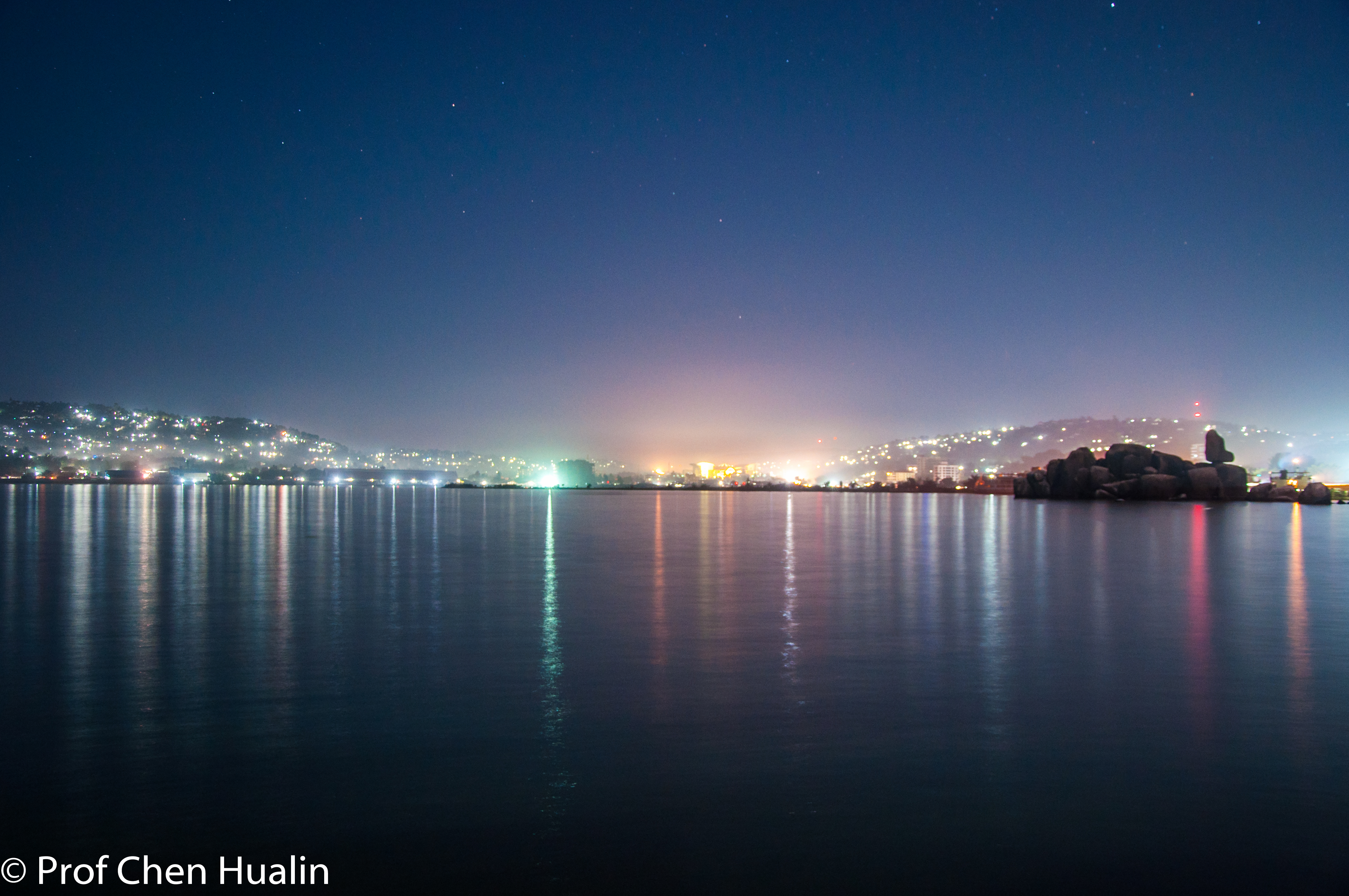
Mwanza bei Nacht

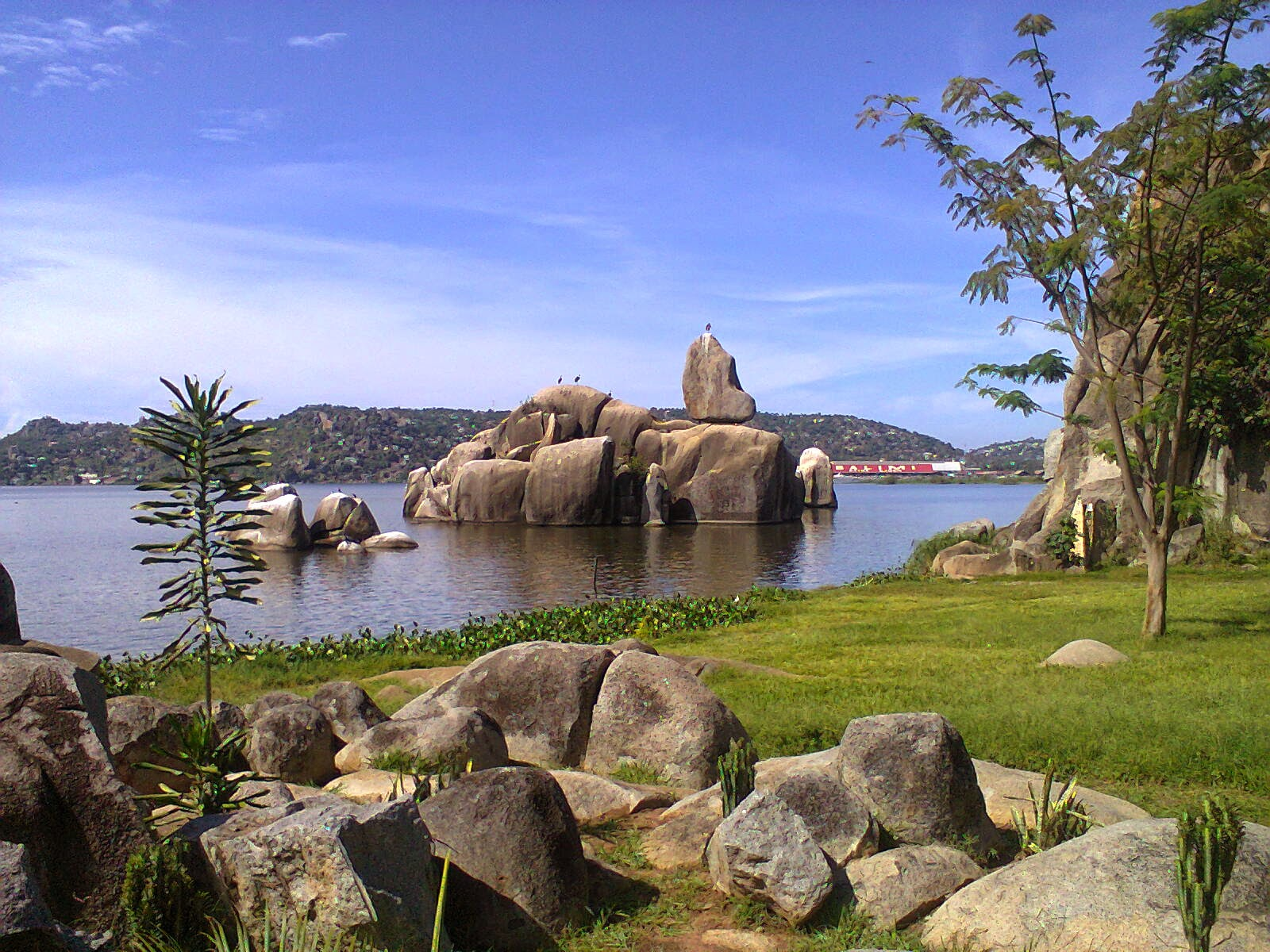
Die Felsformation „Rock City“ im Victoriasee.

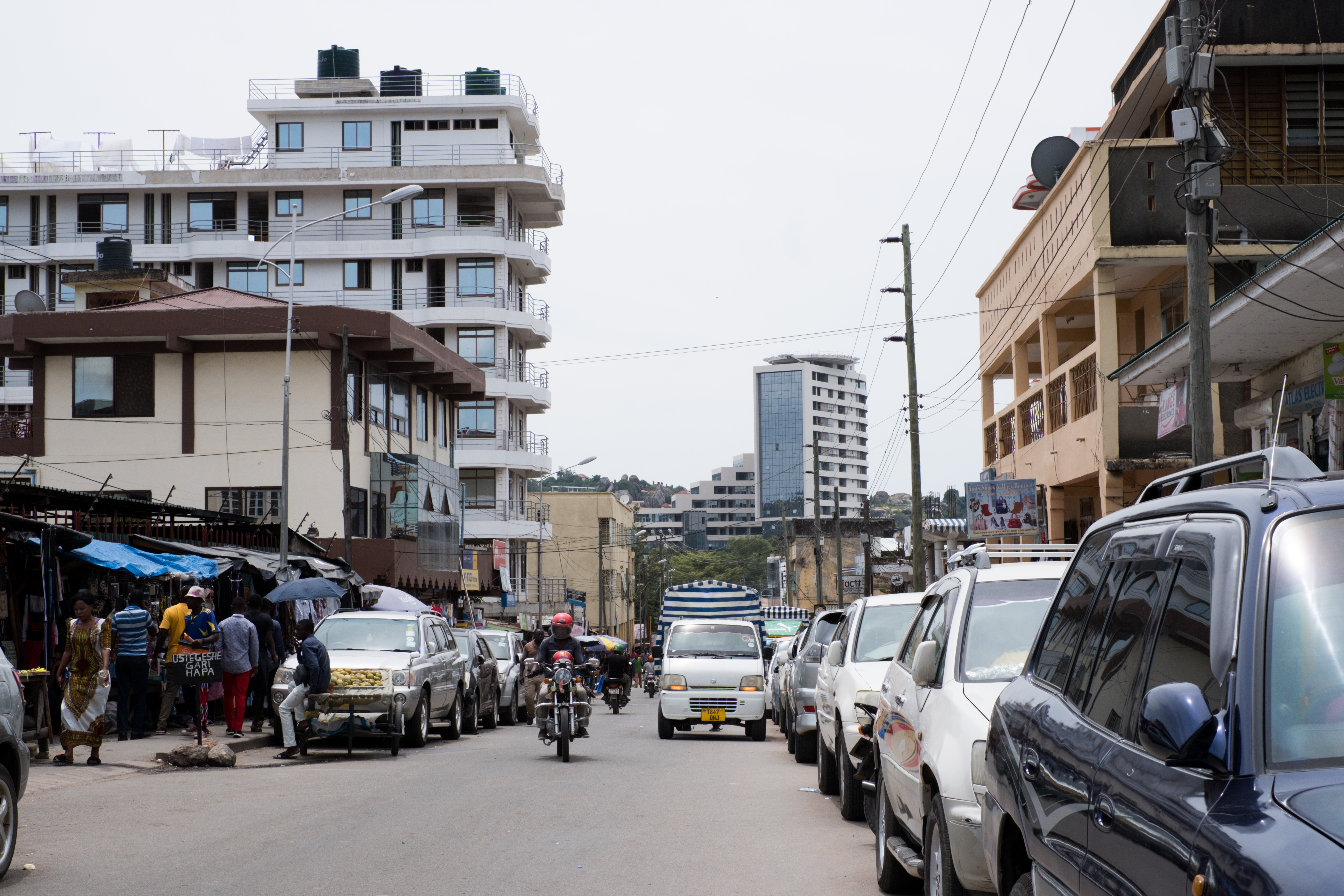
Straßenbild von Mwanza

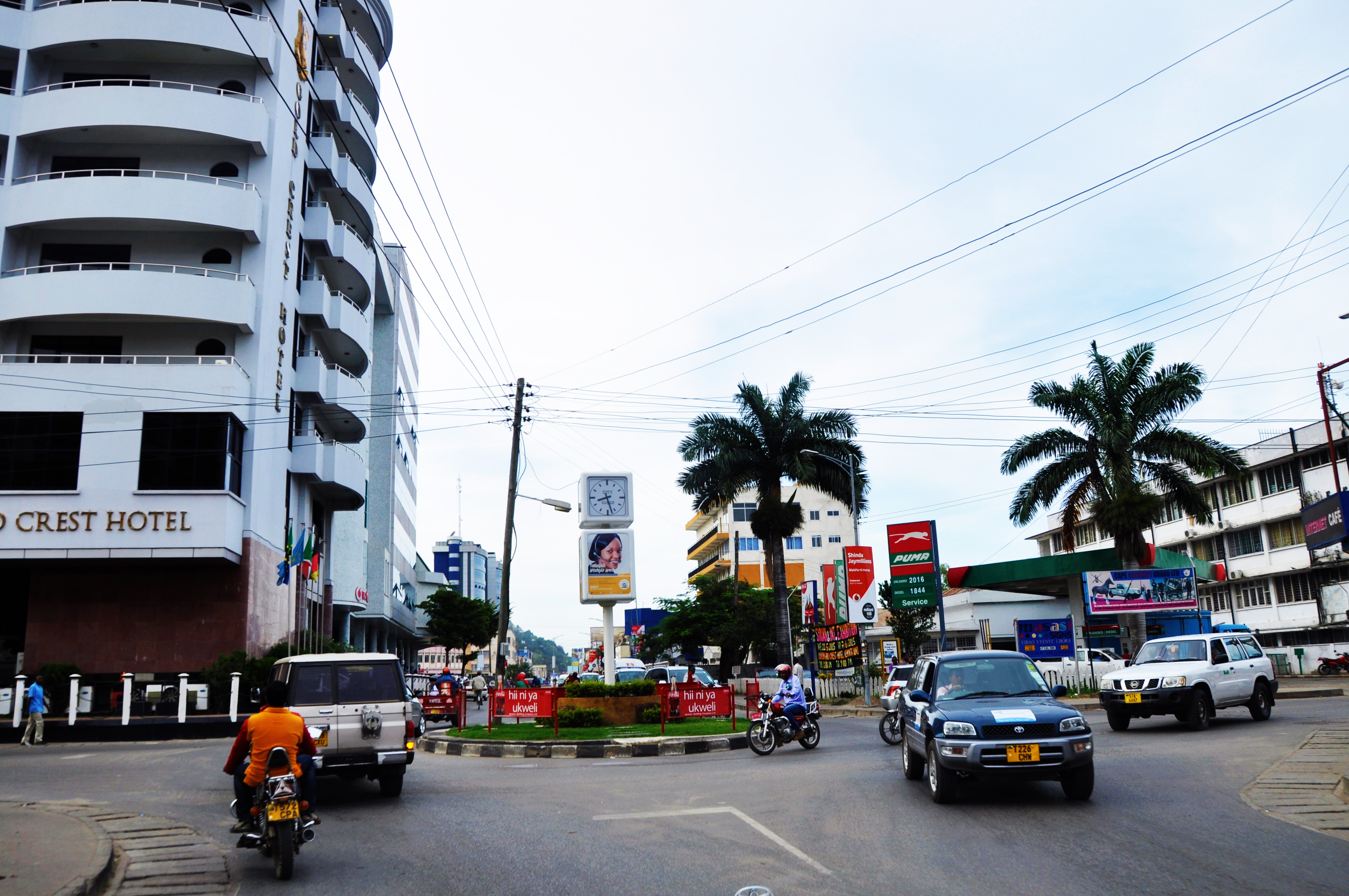
Straßenbild von Mwanza

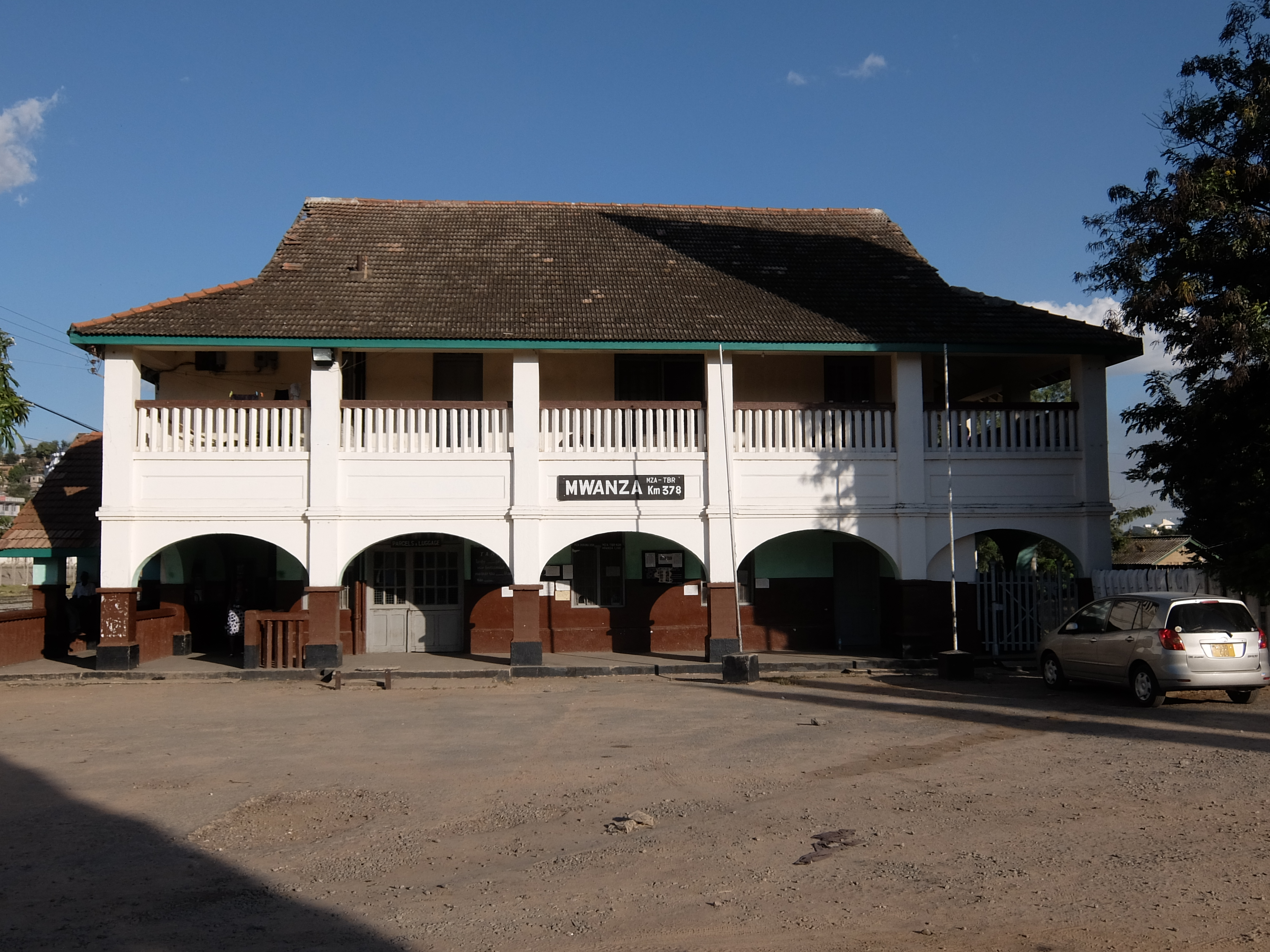
Der Bahnhof in Mwanza.

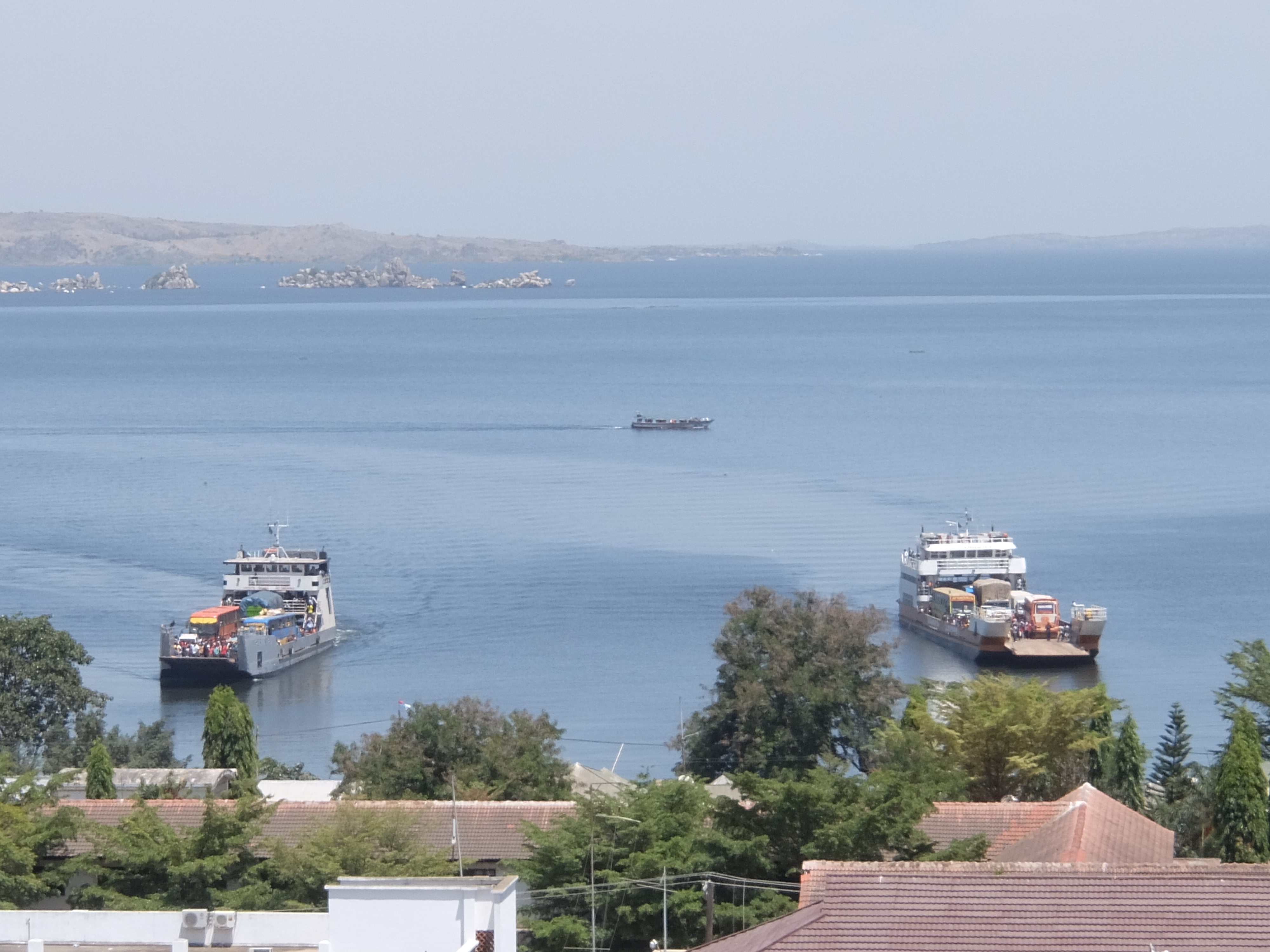
Fähren im Hafen von Mwanza.

### Gründung und deutsche Kolonialzeit
Die Stadt liegt unterhalb des Hügels, von dem aus John Hanning Speke im Jahr 1858 als erster Europäer den Victoriasee für die westliche Welt entdeckte. Die Behörden von Deutsch-Ostafrika entschlossen sich 1890 zur Gründung einer Bezirksnebenstelle auf dem Hügel in der heutigen Stadtmitte und gaben diesem den Namen Muansa – vermutlich als Missverständnis aus dem Wort „Nyanza“ aus der Sprache der hier ansässigen Sukuma, welches einfach nur „See“ bedeutet. Ab 1892 begannen die Kolonialbehörden dann mit dem planmäßigen Aufbau der Stadt und des Hafens zu Füßen der Boma. Um die Jahrhundertwende begann der Aufbau größerer Baumwollplantagen am Ufer des Sees. Im Beobachtungszeitraum zwischen 1894 und 1915 war bei Mwanza eine Wetterstation der Deutschen Seewarte aktiv. 1910 wurde mit dem Bau einer Funkstation zur drahtlosen Telegrafie begonnen, die am 20. März 1911 ihre Arbeit aufnahm. Bei Reichweitenversuchen im April desselben Jahres kamen Verbindungen mit den Dampfern Bürgermeister und General im Indischen Ozean zustande. Im Ersten Weltkrieg wurde die Stadt 1916 von britischen Truppen eingenommen.

### Britische Kolonialzeit und Unabhängigkeit
Durch die Entdeckung von Gold in den 1920er Jahren und die Fertigstellung der Verbindung zur Tanganjikabahn von Tabora 1928 erlebte die Stadt einen erheblichen Aufschwung und eine Bevölkerungsexplosion. Nach dem Versiegen der Goldvorkommen und während der Zeit des afrikanischen Sozialismus in den 1970er Jahren fiel die Region am Victoriasee wirtschaftlich weit zurück. Hinzu kamen die Bombardierungen durch die ugandische Luftwaffe im Rahmen des 2. ugandisch-tansanischen Krieges 1978, die im Stadtzentrum und am Hafen erhebliche Zerstörungen anrichteten. Erst durch die Goldfunde Anfang der 1990er Jahre in der benachbarten Region Geita, wo unter anderem das Unternehmen Anglogold Ashanti den Tagebau Geita betreibt, erlebte die Stadt wieder einen Aufschwung. Die Bürgerkriege im nahen Ruanda und Burundi führten zur Nutzung der Infrastruktur von Mwanza als Drehkreuz der humanitären Hilfe der staatlichen und nichtstaatlichen Hilfsorganisationen aus der ganzen Welt und zu einem kleinen Wirtschaftswunder in der ganzen Region.

### Bukoba-Katastrophe
Bekannt wurde die Stadt auch bei der Bukoba-Katastrophe als etwa 30 Kilometer nördlich der Stadt am 21. Mai 1996 die Bukoba auf der Fahrt von Bukoba nach Mwanza kenterte und später sank. Dabei kamen zwischen 600 und 800 Menschen ums Leben. Der Untergang der Bukoba war das größte Schiffsunglück in der Geschichte Ostafrikas und weltweit eine der größten Schiffskatastrophen auf Süßwasserseen.

### Bevölkerungsentwicklung
| Jahr          | Einwohner |
| ------------- | --------- |
| 1978 (Zensus) | 110.553   |
| 1988 (Zensus) | 172.287   |
| 2002 (Zensus) | 385.810   |
| 2012 (Zensus) | 706.453   |
| 2022 (Zensus) | 1.104.521 |

### Religion
Mwanza ist Sitz des Erzbistums Mwanza.
Die meisten Einwohner sind Christen, es gibt allerdings auch Moslems und Hindus.

### Bevölkerung
Die Sukuma machen über 90 Prozent der Bevölkerung der Region Mwanza aus.

## Wirtschaft und Infrastruktur
Mwanza hat sich aufgrund seiner vorteilhaften Lage am Victoriasee zum größten Industrie- und Wirtschaftszentrum im Norden Tansanias entwickelt. Am wichtigsten sind Fischverarbeitungs- und Bergbau-Unternehmen.
- Fischerei: In der Stadt befinden sich dreizehn Fischverarbeitungsfabriken mit einer Gesamtkapazität von 1.000 Tonnen Fisch pro Tag. Illegales Fischen hat die tägliche Fangquote auf 171 Tonnen gesenkt (Stand 2018).
- Baumwolle: In Mwanza werden jährlich 57.000 Tonnen Baumwolle erzeugt. Dies trägt mehr als ein Viertel zum Einkommen der Bauern bei.[11]

Im Jahr 2011 kündigte der Stadtrat Pläne an, eine große kommerzielle Entwicklung im Bezirk Ilemela zu schaffen.  Die Bauarbeiten an der Rock City Mall wurden Anfang 2016 abgeschlossen. Dieses Einkaufszentrum ist das erste seiner Größe in Mwanza und eines der größten Einkaufszentren des Landes.
Die größte und älteste Brauerei Tansanias, die Tanzania Breweries betreibt eine Brauerei in Mwanza.

### Tourismus
Die rund 5.000 Besucher im Jahr besuchen die Sehenswürdigkeiten:
- Victoriasee: Mit beinahe 70.000 Quadratkilometern ist er der größte See Afrikas und Wasserspeicher des Nil.[15]
- Saanane-Nationalpark: Der kleinste Nationalpark von Tansania auf der Insel Saanane im Victoriasee vor Mwanza.[16]
- Felsformationen: Rund um Mwanza liegen für die Gegend typische Felsformationen.[17]
- Serengeti-Nationalpark: 150 Straßenkilometer entfernt
- Rubondo-Nationalpark: 110 Straßenkilometer entfernt
- Sukuma Museum: östlich von Mwanza

### Bildung
Nyegezi-Malimbe bei Mwanza ist Sitz der 1998 zur Katholischen Universität ernannten St.-Augustinus-Universität Tansania (SAUT). Das 2003 gegründete Weil-Bugando University College of Health Sciences (BUCHS) hat ihren Sitz in Mwanza-Stadt. Die Catholic University of Health and Allied Sciences wurde 1994 gegründet.

### Verkehr
- Flughafen: Der Flughafen Mwanza Lake Victoria International liegt rund zehn Kilometer nordöstlich vom Stadtzentrum. Air Tanzania und Precision Air fliegen regelmäßig nach Daressalam, Kahama, Dodoma, Kilimanjaro, Bukoba und Nairobi.[18] Im Jahr 2019 sank die Anzahl der Flugbewegungen auf unter 10.000, nachdem es in den Jahren 2014 bis 2017 über 13.000 Starts und Landungen gab.[19]
- Eisenbahn: Mwanza ist Endbahnhof eines Astes der Tanganjikabahn, der in Tabora nach Norden abzweigt.[20]
- Hafen: Es gibt zwei Häfen in Mwanza. Im Nordhafen werden Passagiere und Frachten abgefertigt (nach Bukoba und Kampala), im größeren Südhafen Frachten und Öl.[21]
- Busse: Es gibt zwei Busbahnhöfe. Den Busbahnhof Nyegezi in Nyamagana (Fahrten nach Süden und Westen) und den Busbahnhof Buzuruga in Ilemela (Fahrten nach Osten und Norden, sowie zur kenianischen Grenze)

- Mwanza Central Bus Terminal

## Politik
Mwanza ist ein Wahlbezirk (City Council), in dem alle fünf Jahre ein Stadtrat gewählt wird. Die Vorsitzenden seit 1985 sind:
- 1985–1995: Costantine Sima
- 1995–2000: Selemani Khamese
- 2000–2010: Leonard Bihondo
- 2010–2012: Josephat Manyerere
- 2012–2015: Stanslaus S. Mabula
- 2015–0000: James M. Biere

### Städtepartnerschaften

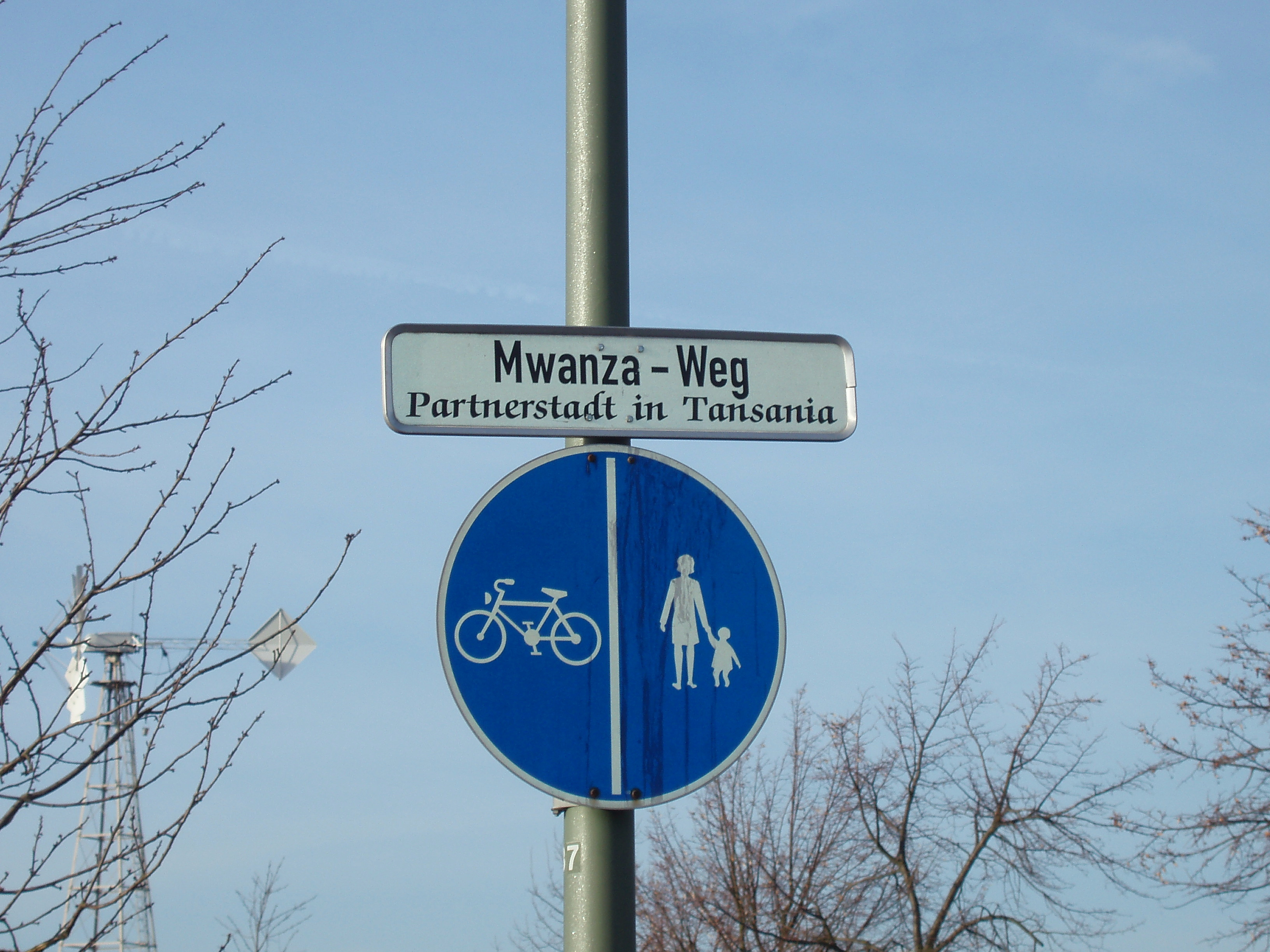
Der Mwanza-Weg in Würzburg.

- Würzburg, Deutschland[24]
- Tampere, Finnland[25]
- Tifariti, Westsahara

1966 wurde Mwanza zur Partnerstadt Würzburgs. Dieses Bündnis geriet in der Folgezeit immer mehr in Vergessenheit, bis 1986 eine Wählerinitiative die Partnerschaft wieder ankurbeln wollte. Sechs Jahre später wurde die Städtepartnerschaft offiziell erneuert.

## Varia
Der 2005 erschienene, preisgekrönte Dokumentarfilm Darwin’s Nightmare von Hubert Sauper setzt sich mit den wirtschaftlichen und sozialen Folgen der Nilbarsch-Ökonomie in Mwanza und illegalen Waffenlieferungen aus Russland auseinander.